# Penas Roias
Penas Roias (pré-AO 1990: Penas Róias) é uma povoação portuguesa sede da Freguesia de Penas Roias do Município de Mogadouro, freguesia com 33,04 km² de área e 278 habitantes (censo de 2021), tendo, por isso, uma densidade populacional de 8,4 hab./km².

## Demografia
Nota: Nos anos de 1890 a 1900 tinha anexada a freguesia de Variz
A população registada nos censos foi:
| Ano  | 0-14 Anos | 15-24 Anos | 25-64 Anos | > 65 Anos |
| 2001 | 41        | 64         | 231        | 123       |
| 2011 | 32        | 23         | 187        | 140       |
| 2021 | 10        | 19         | 117        | 132       |

## Aldeias
A freguesia é composta por três aldeias:
- Penas Roias - 87 habitantes em 2011
- Variz - 226 habitantes
- Vilariça - 69 habitantes em 2011[5]

## Geografia
A Serra do Variz ou de Santiago está dividida entre as freguesias de Penas Roias e Vila de Ala. Esta tem uma altitude de 970 metros, sendo a segunda maior do concelho.
Na freguesia passa a Ribeira de Bastelos, onde está inserida a Barragem de Bastelos, que fornece água a dezenas de aldeias e ainda à sede do município. Na zona da Barragem existe ainda um Parque de Merendas e uma Praia Fluvial sem vigilância.
Faz fronteira, a norte, com São Martinho do Peso, a este, com Castanheira e Sanhoane, a sul com Tó e com Vila de Ala, e a oeste, com Azinhoso e com Mogadouro.

## História
Existem nesta freguesia pinturas rupestres que remontam ao Período Mesolítico, estando estas pinturas presentes na Fraga da Letra.
Após a afirmação do Reino de Portugal, no século XII foram reconstruídos o Castelo de Mogadouro e o Castelo de Penas Roias pela Ordem dos Templários, após ambos os castelos terem sido doados por Fernão Mendes de Bragança a esta Ordem em 1145.
Teve foral dado por D. Afonso III, em 1272, e foral novo concedido por D. Manuel I em 1512.
Em 1311, com a extinção da Ordem dos Templários, o Castelo de Penas Róias passa para a Ordem de Cristo.
Em 1457 comprou a Rui Gonçalves Alcoforado, cavaleiro e criado do Conde de Ourém, a vila e o castelo de Penas Róias
Em 1571 foi construído o Monóptero de São Gonçalo, na Quinta da Nogueira, propriedade dos Távoras.
Foi vila e sede de concelho até ao início do século XIX. O concelho era constituído pelas freguesias de Castanheira, Penas Róias, Sanhoane, São Martinho do Peso, Macedo do Peso, Sampaio, Variz, São Pedro do Peso, Viduedo e Vilariça. Tinha, em 1801, 1 560 habitantes.
Em 22 de maio de 1938 abre o troço Mogadouro - Duas Igrejas, na Linha do Sabor, tendo paragem na Estação Ferroviária do Variz. Esta linha acabou por encerrar a 1 de agosto de 1988.

## Património

#### Património Classificado[10]
- Castelo de Penas Roias, como Monumento Nacional (MN)
- Monóptero de São Gonçalo, como Monumento de Interesse Público (MIP)
- Pelourinho de Penas Roias, como Imóvel de Interesse Público (IIP)

#### Património não Classificado[11]
- Abrigo rupestre no Castelo de Penas Roias / Pena da Letra no Castelo de Penas Roias
- Capela da Santa Casa da Misericórdia de Penas Roias
- Capela Nossa Senhora das Dores, Variz
- Capela de Santa Cruz, Penas Róias
- Estação Ferroviária de Variz
- Fonte da Cruz, Penas Roias
- Fonte do Variz
- Igreja Paroquial de Penas Roias / Igreja de São João Baptista
- Igreja Paroquial de Variz / Igreja de Santo Antão
- Igreja de São Ciríaco, Vilariça